# Paser (Wesir)
Paser war ein altägyptischer Wesir der 19. Dynastie. Er diente unter den Pharaonen Sethos I. und Ramses II.

## Familie
Pasers Familie war wahrscheinlich ursprünglich väterlicherseits ausländischen Ursprungs und in der folgenden Generation im Norden Ägyptens beheimatet. Die Familie zog dann nach Theben um. Die Eltern seines Vaters hießen Tapaja und Tatula. Pasers Vater war Nebnetjeru, ein Hohepriester des Amun. Seine Mutter Meritre war die Haremsvorsteherin, deren Eltern die ägyptischen Namen Imy und Naja trugen. Die Familie war in Theben hoch angesehen. Paser wird in den erhaltenen Inschriften als herausragender und eher konservativer Staatsmann beschrieben. Er war vermutlich etwa zehn Jahre älter als Ramses II.

## Seine Tätigkeit

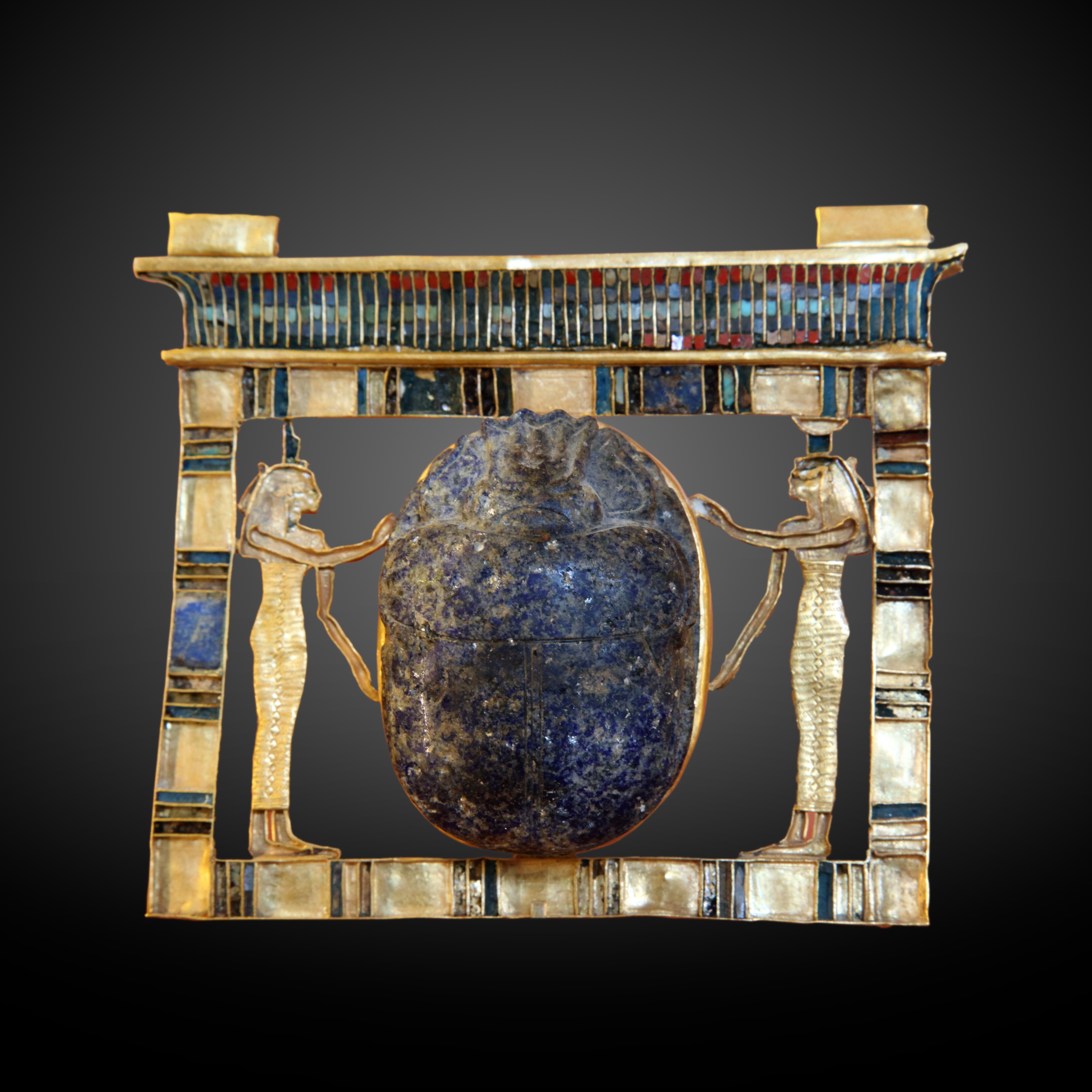
Pektoral mit dem Namen des Wesirs Parser, gefunden von Auguste Mariette in seinem Kenotaph im Serapeum von Sakkara

Der Wesir war ein sehr wichtiges Mitglied am Hof des Pharaos und spielte im ägyptischen Reich eine große Rolle. Paser wurde von Sethos I. zum Wesir ernannt, diente aber auch 26 Jahre unter Ramses II. Nach der Definition seines Amtes war er der „Erste Gottesdiener der Werethekau“ und somit der Erste Kammerdiener des Palastes. Paser war nicht nur innenpolitisch von Bedeutung, sondern war auch an der ägyptischen Außenpolitik beteiligt, was sich in seiner Teilnahme an der Schlacht bei Kadesch und den Briefen an den Hethiterkönig Hattušili III. nach dem Friedensschluss zeigt.
Als er im hohen Alter sein Amt an den Nachfolger Chay übergab, soll er eine durchdachte, gut strukturierte Landesverwaltung hinterlassen haben. Er selbst übernahm das Hohepriesteramt des Amun in Theben. Mit rund siebzig Jahren starb Paser im 38. Regierungsjahr Ramses II., also etwa 1240 v. Chr.

## Sein Grab
Pasers Grab liegt in Theben-West und trägt die Bezeichnung TT106. Die Wandmalereien sind schwer beschädigt, lassen aber durchaus die Bedeutung Pasers erkennen. In Sakkara hatte er ein Kenotaph, das sogar mit Kanopenkrügen ausgestattet war.